# Run, Rose, Run
| Совокупная оценка | Совокупная оценка |
| Источник          | Оценка            |
| ----------------- | ----------------- |
| AnyDecentMusic?   | 6.9/10            |
| Metacritic        | 70/100            |
| Оценки критиков   |                   |
| Источник          | Оценка            |
| AllMusic          | [ 3 ]             |
| The Arts Desk     | [ 4 ]             |
| Clash             | 8/10              |
| Evening Standard  | [ 6 ]             |
| The Independent   | [ 7 ]             |
| NME               | [ 8 ]             |
| Rolling Stone     | [ 9 ]             |
| The Times         | [ 10 ]            |

Run, Rose, Run — сорок восьмой сольный студийный альбом американской певицы Долли Партон, релиз которого состоялся 4 марта 2022 года на лейбле Партон Butterfly Records. Продюсерами альбома выступили Ричард Деннисон и Том Ратледж. Данный альбом стал дополнением к дебютному роману Партон «Беги, Роза, Беги», написанному в соавторстве с Джеймсом Паттерсоном. В качестве лид-сингла была выпущена песня «Big Dreams and Faded Jeans».

## Предыстория и релиз
Партон преждевременно объявила, что работает над романом с Джеймсом Паттерсоном в июле 2020 года во время интервью с Эдди Стаббсом на WSM. После трансляции интервью было опубликовано на странице WSM в SoundCloud, но было удалено к середине следующего дня. Она впервые упомянула, что работает над новым блюграсс-альбомом в июне 2021 года во время пресс-конференции в Долливуде. Партон снова упомянула альбом в июле 2021 года во время интервью с Тимом Макгроу в его радиошоу «Beyond the Influence». Она упомянула, что записала дуэты с сыном Мерла Хаггарда (хотя она не уточнила, был ли это Марти, Ноэль или Бен) и Джо Николсом (с которым она ранее сотрудничала над «If I Were a Carpenter» для своего альбома 2005 года Those Were the Days). Далее она сказала, что записала немного блюграсс- и немного кантри-материала для альбома.
В среду, 11 августа 2021 года, Партон официально объявила, что она объединилась с Джеймсом Паттерсоном, чтобы написать новую книгу под названием «Беги, Роза, беги», которая будет опубликована 7 марта 2022 года издательством Little, Brown and Company. Она также объявила, что книга будет выпущена вместе с альбомом из 12 оригинальных песен, спродюсированных Ричардом Деннисоном и Томом Ратледжем. Альбом планируется выпустить 4 марта 2022 года на CD, LP и для цифровой загрузки.
14 января 2022 года был представлен первый сингл «Big Dreams and Faded Jeans». За ним последовал второй сингл, «Blue Bonnet Breeze», 11 февраля.

## Список композиций
Слова и музыка всех песен — Долли Партон.
| №                   | Название                                                        | Длительность |
| ------------------- | --------------------------------------------------------------- | ------------ |
| 1.                  | «Run» (совместно с Dailey & Vincent и Аароном Маккьюном)        | 2:45         |
| 2.                  | «Big Dreams and Faded Jeans»                                    | 4:07         |
| 3.                  | «Demons» (при участии Бена Хаггарда)                            | 3:24         |
| 4.                  | «Driven» (совместно с The Isaacs)                               | 2:40         |
| 5.                  | «Snakes in the Grass»                                           | 2:41         |
| 6.                  | «Blue Bonnet Breeze»                                            | 5:19         |
| 7.                  | «Woman Up (And Take It Like a Man)»                             | 2:27         |
| 8.                  | «Firecracker» (совместно с Рондой Винсент и Вэлом Стори)        | 3:13         |
| 9.                  | «Secrets» (при участии Джо Николса)                             | 2:52         |
| 10.                 | «Lost and Found»                                                | 3:18         |
| 11.                 | «Dark Night, Bright Future» (совместно с Appalachian Road Show) | 2:37         |
| 12.                 | «Love or Lust» (при участии Ричарда Дэннисона)                  | 3:20         |
| Общая длительность: | Общая длительность:                                             | 38:43        |

| №   | Название           | Длительность |
| --- | ------------------ | ------------ |
| 13. | «Rose of My Heart» |              |

## Чарты
| Чарт (2022)                                  | Высшая позиция |
| -------------------------------------------- | -------------- |
| Австралия (ARIA Country Albums)              | 6              |
| Бельгия/Фландрия (Ultratop)                  | 173            |
| Великобритания (UK Albums Chart)             | 23             |
| Великобритания (UK Country Albums Chart)     | 1              |
| Великобритания (UK Independent Albums Chart) | 4              |
| США (Billboard 200)                          | 34             |
| США (Billboard Independent Albums)           | 6              |
| США (Billboard Top Country Albums)           | 4              |
| Шотландия (Scottish Albums Chart)            | 4              |